# Дубовый Гай (Житомирская область)
Дубовый Гай (укр. Дубовий Гай) — село на Украине, основано в 1987 году, находится в Овручском районе Житомирской области. До 2008 года имело статус посёлка.
Построено как поселение передвижной механизированной колонны № 157. Взято на учёт 27 октября 1987 года.
Код КОАТУУ — 1824283007. Население по переписи 2001 года составляет 236 человек. Почтовый индекс — 11103. Телефонный код — 4148. Занимает площадь 0,133 км².

## Адрес местного совета
11102, Житомирская область, Овручский р-н, с. Кирданы, ул. Леси Украинки, 5, тел. 3-26-30.